# Castello di Trécesson

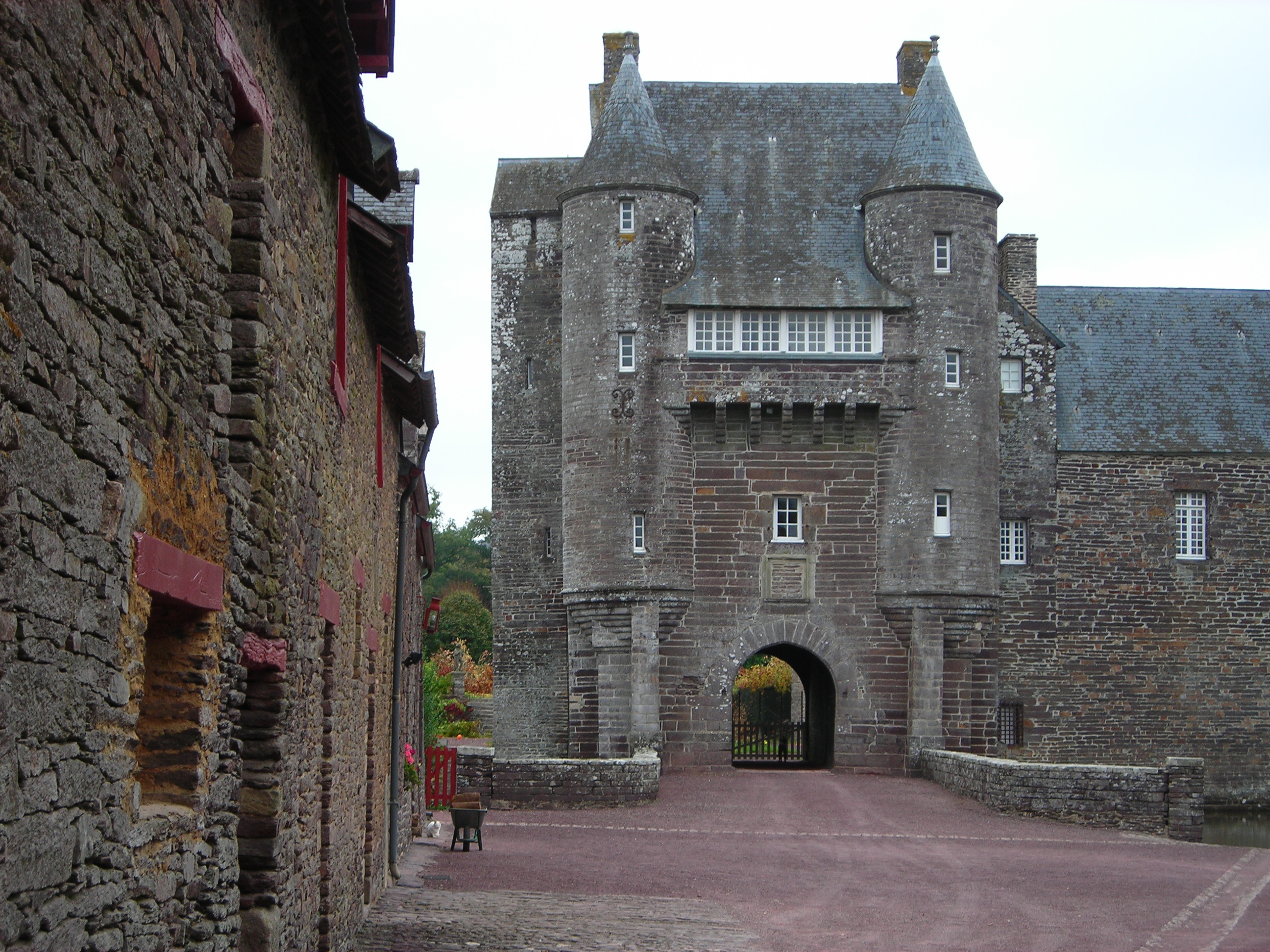
Ingresso del castello

Il castello (di) Trécesson (in francese Château de Trécesson) è una fortezza del comune francese di Campénéac, nel dipartimento del Morbihan, in Bretagna, costruito tra il XIV e il XV secolo e per circa tre secoli di proprietà dei signori di Trécesson.

## Storia
La tenuta di Trécesson venne menzionata per la prima volta nell'843. La costruzione del castello venne ordinata nel XIV o XV secolo da Jean de Trécesson, ciambellano del duca Giovanni IV.
Il castello rimase quindi di proprietà dei signori di Trécesson fino al 1774, quando venne acquistato da René Le Prestre de Châteaugiron. In seguito, la proprietà del castello passò nella mani di Bourelle de Sivry e successivamente degli eredi di quest'ultimo.
L'edificio venne classificato come monumento storico nel 1992.

## Architettura
L'edificio è realizzato in scisto rosso.
L'entrata principale è sorretta da due torri, mentre altre due torri poligonali sorreggonoil resto della struttura.
Gli interni sono decorati in stile Luigi XIV e Luigi XV. Negli interni, si trova anche una stanza decorata con affreschi.

## Leggende
Secondo una leggenda, nelle notti di luna piena nel castello di Trécesson farebbe la sua apparizione la "dama bianca", ovvero il fantasma di una donna (nota anche come la "sposa di Trécesson"), che sarebbe stata sepolta viva nel bosco vicino il giorno del suo matrimonio nell'autunno del 1750, epoca in cui il castello era ancora di proprietà dei signori di Trécesson. Si racconta che la donna sia stata estratta ancora in vita grazie all'intervento del signore di Trécesson, ma che sia morta poco dopo aver rivelato il nome dei suoi carnefici.